# 12288 Verdun
12288 Verdun este o planetă minoră (asteroid), cu un diametru de 3,357 km, din centura de asteroizi. A fost descoperită pe 8 aprilie 1991 la Observatorul European Austral de Eric Walter Elst și a fost numită după Verdun. 
Obiectul prezintă o orbită caracterizată de o semiaxă mare de 2,2056949 UAi, o excentricitate de 0,11, o înclinație de 7,18282 ° în raport cu ecliptica.